# وولفرهامبتون واندررز
نادي وولفرهامبتون واندرز لكرة القدم (بالإنجليزية: Wolverhampton Wanderers Football Club)، هو نادي كرة قدم إنجليزي تأسس في عام 1877. يمثل مدينة وولفرهامبتون في منطقة ميدلاندز غرب إنجلترا، ويلعب حالياً في الدوري الإنجليزي الممتاز. يعرف باسم «الذئاب» (بالإنجليزية: Wolves)، تاريخياً، يعد من الأندية التي لها تأثير كبير على رياضة كرة القدم الإنجليزية، وأبرزها لأنه من الأعضاء المؤسسين لدوري كرة القدم، فضلاً عن أنهم لعبوا دوراً أساسياً في إنشاء مسابقة كأس الأندية الأوروبية أبطال الدوري، وفي وقت لاحق لتصبح دوري أبطال أوروبا.

## تاريخه

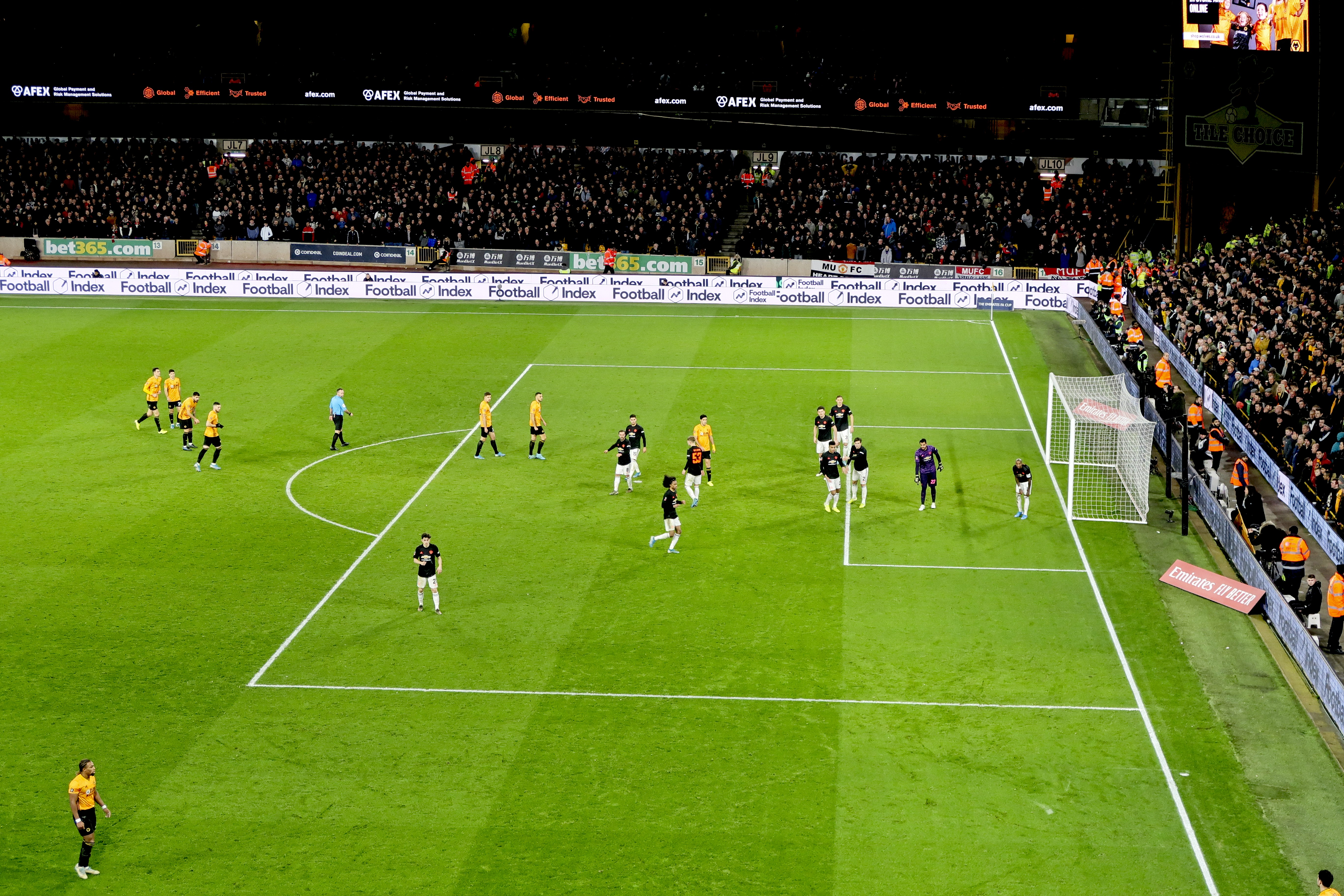
وولفز ضد مانشستر يونايتد 2020

تأسس نادي ولفرهامبتون عام 1877 تحت مسمى سانت لوكي قبل أن يتم تعديل الاسم بعد ذلك. يلعب ولفرهامبتون على ملعب مولينكس الذي يستوعب 31700 متفرج، عاش الفريق أزهى فتراته في الخمسينات حيث حقق لقب الدوري ثلاث مرات أعوام 1954 و1958 و1959 إلى جانب تحقيق لقب كأس الاتحاد الإنجليزي عامي 1949 و1960 والدرع الخيرية أعوام 1949 و1954 و1959 و1960.

## اللاعبون

### التشكيلة الأساسية
آخر تحديث 12 سبتمبر 2022.
ملاحظة: تشير الأعلام إلى المنتخب بحسب قواعد الأهلية المعتمدة من قبل الفيفا؛ تنطبق بعض الاستثناءات المحدودة. وقد يحمل اللاعبون أكثر من جنسية لا تعترف بها الفيفا.
| الرقم | البلد           | المركز | اللاعب                      |
| ----- | --------------- | ------ | --------------------------- |
| 1     | البرتغال        | حارس   | خوسيه سا                    |
| 3     | الجزائر         | مدافع  | ريان آيت نوري               |
| 4     | جمهورية أيرلندا | مدافع  | ناثان كولينز                |
| 6     | مالي            | وسط    | بوبكر تراوري (معار من ميتز) |
| 7     | البرتغال        | مهاجم  | بيدرو نيتو                  |
| 8     | البرتغال        | وسط    | روبن نيفيز ()               |
| 9     | المكسيك         | مهاجم  | راؤول خيمينيز               |
| 10    | البرتغال        | مهاجم  | دانييل بودينسي              |
| 11    | كوريا الجنوبية  | مهاجم  | هوانغ هي-تشان               |
| 13    | الجبل الأسود    | حارس   | ماتيجا ساركيس               |
| 14    | كولومبيا        | مدافع  | ييرسون موسكيرا              |
| 17    | البرتغال        | مهاجم  | غونسالو غيديس               |
| 18    | النمسا          | مهاجم  | ساسا كالادزيتش              |

| الرقم | البلد           | المركز | اللاعب                      |
| ----- | --------------- | ------ | --------------------------- |
| 19    | إسبانيا         | مدافع  | جوناثان كاسترو أوتو         |
| 20    | البرتغال        | مهاجم  | شيكينهو                     |
| 22    | البرتغال        | مدافع  | نيلسون سيميدو               |
| 23    | إنجلترا         | مدافع  | ماكس كليمان (ن.قائد الفريق) |
| 24    | البرتغال        | مدافع  | توتي                        |
| 25    | جمهورية أيرلندا | وسط    | كونور رونان                 |
| 27    | البرتغال        | وسط    | ماتيوس نونيز                |
| 28    | البرتغال        | وسط    | جواو موتينيو                |
| 29    | إسبانيا         | مهاجم  | دييغو كوستا                 |
| 37    | إسبانيا         | مهاجم  | أداما تراوري                |
| 55    | إنجلترا         | حارس   | جاكسون سميث                 |
| 64    | إسبانيا         | مدافع  | هوغو بوينو                  |
| 77    | ويلز            | مهاجم  | كيم كامبل                   |

#### اللاعبون المعارون
ملاحظة: تشير الأعلام إلى المنتخب بحسب قواعد الأهلية المعتمدة من قبل الفيفا؛ تنطبق بعض الاستثناءات المحدودة. وقد يحمل اللاعبون أكثر من جنسية لا تعترف بها الفيفا.
| الرقم | البلد     | المركز | اللاعب                                |
| ----- | --------- | ------ | ------------------------------------- |
| 2     | هولندا    | مدافع  | كي جانا هويفر (إلى بي إس في آيندهوفن) |
| 16    | إنجلترا   | مدافع  | كونور كودي (إلى إيفرتون)              |
| 21    | البرتغال  | مهاجم  | فابيو سيلفا (إلى رويال أندرلخت)       |
| 30    | الإكوادور | مهاجم  | ليوناردو كامبانا (إلى إنتر ميامي)     |
| 33    | إنجلترا   | وسط    | ريان جايلز (إلى ميدلزبره)             |
| 34    | إنجلترا   | مدافع  | ديون ساندرسون (إلى برمنغهام سيتي)     |

| الرقم | البلد          | المركز | اللاعب                               |
| ----- | -------------- | ------ | ------------------------------------ |
| 39    | إنجلترا        | وسط    | لوك كاندل (إلى سوانزي سيتي)          |
| 40    | اليابان        | وسط    | هاياو كوابا (إلى غراسهوبر زيوريخ)    |
|       | إنجلترا        | حارس   | Louie Moulden (إلى سوليهول مورس ‏)    |
|       | المجر          | مدافع  | بينديغوز بولا (إلى غراسهوبر زيوريخ)  |
|       | البرتغال       | وسط    | برونو خورداو (إلى سانتا كلارا)       |
|       | كوريا الجنوبية | مهاجم  | جيونغ سانغ بين (إلى غراسهوبر زيوريخ) |

## الفترات الصعبة
هبط ولفرهامبتون للدرجة الأولى موسم 2012/2011 ليوصال التدهور ويهبط للدرجة الثانية في الموسم التالي مباشرةً.
عاد بعدها للدرجة الأولى في موسم 2015/2014 وظل يصارع موسمين حتى نجح أخيراً في العودة للبريميرليج.

## البطولات
إجمالاً حقق الفريق 14 بطولة في كل المسابقات المحلية والأوروبية.
المصادر
الدوري الإنجليزي
- البطل (3): 1953–54, 1957–58, 1958–59
- الوصيف (5): 1937–38, 1938–39, 1949–50, 1954–55, 1959–60

الدوري الأوروبي
- الوصيف (1): 1971–72

كأس الاتحاد الإنجليزي
- البطل (4): 1892–93, 1907–08, 1948–49, 1959–60
- الوصيف (4): 1888–89, 1895–96, 1920–21, 1938–39

كأس رابطة الأندية الإنجليزية المحترفة
- البطل (2): 1973–74, 1979–80

الدرع الخيرية
- البطل (4): 1949*, 1954*, 1959, 1960*
- الوصيف (1): 1958

كأس تيكساكو
- البطل (1): 1970-71